# Ferrissia tanganyicensis
Ferrissia tanganyicensis е вид коремоного от семейство Planorbidae.

## Разпространение
Видът е разпространен в Бурунди, Демократична република Конго, Замбия и Танзания.